# Galaxias johnstoni
Galaxias johnstoni es un pez que pertenece a la familia Galaxiidae.
Esta especie carece de escamas y tiene un color marrón oscuro con rayas café y bandas que se extienden por los lados. Los adultos alcanzan una longitud corporal de 12,5 a 14 centímetros y un peso máximo de 20 gramos. Galaxias johnstoni es una especie de agua dulce y habita en lagos, así como pantanos y arroyos. Es endémica de la cuenca del río Derwent (Tasmania). Solo siete poblaciones reproductoras se conocen actualmente.